# Acraea dissimilis
Acraea dissimilis är en fjärilsart som beskrevs av Le Doux 1922. Acraea dissimilis ingår i släktet Acraea och familjen praktfjärilar. Inga underarter finns listade i Catalogue of Life.